# Jernbaneloven af 20. marts 1918
Jernbaneloven af 20. marts 1918 - Lov nr. 185 om forskellige privatbaneanlæg - er en af de tre store jernbanelove fra 1894, 1908 og 1918, der indeholdt hjemmel til anlæg og drift af de fleste danske privatbaner.
Der kunne gives eneret til anlæg og drift af de i 1918-loven nævnte baner frem til 1. april 1935. Samme frist kom til at gælde for udestående projekter fra 1908-loven. Staten betalte halvdelen af anlægsomkostningerne, i enkelte tilfælde op til 2/3.
Kun 9 af 1918-lovens 42 projekter blev gennemført. I 1920'erne begyndte bilerne for alvor at give jernbanerne konkurrence, både på person- og godstrafikken. En jernbanekommission, der blev nedsat 12. maj 1923, skulle vurdere lovens projekter og nåede i sin betænkning fra 1925 frem til, at de fleste burde opgives pga. udsigt til en håbløs økonomi.

## Lovens projekter
1. smalsporet jernbane fra Nexø over Ibsker og Svaneke til Østermarie - ikke anlagt
2. smalsporet jernbane fra Gudhjem til Rø - ikke anlagt
3. fra Lohals til et punkt på jernbanen mellem Rudkøbing og Spodsbjerg - ikke anlagt
4. fra Holbæk til Vedde, øst om Åmosen - ikke anlagt
5. fra Nakskov til Rødby
6. fra Maribo til Torrig
7. fra Rødby til Nysted - ikke anlagt
8. fra Haslev over Orup til Faxe Ladeplads - ikke anlagt
9. fra Tappernøje over Orup og Faxe til Tokkerup - ikke anlagt
10. fra Stubbekøbing over Nørre Alslev til Guldborg - ikke anlagt
11. fra Næsby over Søndersø til Farstrup (Fyn) - ikke anlagt
12. fra Otterup til Krogsbølle (Fyn) - ikke anlagt
13. fra Østervrå til Frederikshavn - ikke anlagt
14. fra Års til Arden - ikke anlagt
15. fra Arden til et punkt på Aalborg-Hadsund Jernbane, eventuelt til Øster Hurup - ikke anlagt
16. fra Skelund til Als, eventuelt til Øster Hurup - ikke anlagt
17. fra Lemvig til Struer - ikke anlagt
18. fra Nørre Omme til Holstebro
19. fra Viborg til Fårup
20. fra Vejle til Uldum, evt. med overtagelse og ombygning af banen fra Uldum til Tørring - ikke anlagt
21. fra Branden (anlægsbro) ved Fursund over Sundsøre til Lyby eller Jebjerg - ikke anlagt
22. fra Hobro til Ørum, evt. til Rødkærsbro - ikke anlagt
23. fra Ørting til Gylling - ikke anlagt
24. fra Esbjerg til Agerbæk - ikke anlagt
25. fra Esbjerg til Oksbøl - ikke anlagt
26. fra Sønder Omme over Ølgod til Lunde eller Nørre Nebel - ikke anlagt
27. fra Sjørring til Vorupør - ikke anlagt
28. fra Holsted til Donslund - ikke anlagt
29. fra Overlade over Løgstør til Sebbersund, evt. Nibe - ikke anlagt
30. fra Brønderslev til Blokhus - ikke anlagt
31. fra Aalborg til Nørager - ikke anlagt
32. fra Gandrup til Hals, evt. Hou - ikke anlagt
33. fra Møns Klint til Stege, evt. til Hårbølle med evt. sidebane til Koster - overført fra 1908-loven, hvor sidebanen ikke var med; ikke anlagt
34. fra Bryrup til Silkeborg med tilhørende ombygning af Horsens-Bryrup Jernbane til normalsporet - overført fra 1908-loven, hvor den skulle ende på et punkt på Funder-Bramming banen
35. fra Rask Mølle over Åle, Klovborg og Nørre Snede til Ejstrup med tilhørende ombygning af Horsens-Tørring Banen til normalsporet
36. forlængelse af Rødkjærsbro-Kjellerup Banen over Hindbjerg-Hinge-Lysbro til Silkeborg
37. Nykøbing Mors til Karby, evt. Næssund, med sidebane til Øster Assels - overført fra 1908-loven, hvor banen skulle gå helt til Næssund; ikke anlagt
38. fra Skive gennem Vestsalling til Rødding - overført fra 1908-loven, hvor den var med som elektrisk bane
39. fra Allingåbro over Ørsted til Vivild, evt. fortsat over Nørager til en station på Ryomgård-Gjerrild Banen - ikke anlagt
40. fra Thorup ved Kalø Vig til Hornslet, evt. til den projekterede statsbane Aarhus-Randers - ikke anlagt
41. ombygning af Frederikshavn-Skagen fra smalsporet til normalsporet
42. fra Egtved til Bindeballe med ombygning af Kolding-Egtved Jernbane til normalsporet - ikke anlagt